# Maître international pour la composition échiquéenne
Pour les articles homonymes, voir maître international.
Un maître international pour la composition échiquéenne est un compositeur de problèmes d'échecs qui a amassé 25 points pour ses problèmes retenus dans les Albums FIDE. Chaque problème retenu rapporte 1 point. Si c'est une étude, le problème rapporte 1,67 point. Si c'est un problème composé en collaboration, les points sont partagés entre les compositeurs.
Il faut 70 points pour être grand maître international pour la composition échiquéenne et 12 points pour être maître FIDE pour la composition échiquéenne.

## Nombre de maitres internationaux
Les premiers titres basés sur les Albums ont été décernés en 1961 lors de la publication du 1er Album. Mais dès 1959, cinq compositeurs, dont le suisse André Chéron, ont été récompensés par un titre de maître international Honoris Causa.
Il y a actuellement 144 maîtres internationaux dont 65 sont décédés.

## Maîtres internationaux de pays francophones
Les maîtres internationaux de pays francophones sont :
- André Chéron - Suisse ;
- Alex Casa - France ;
- Jean-Pierre Boyer - France ;
- Thierry le Gleuher - France;
- Martin Hoffmann - Suisse
- Dieter Werner -Suisse
- Christian Poisson - France
- Jacques Rotenberg - France/Israël
- Nicolas Dupont - France
- Olivier Schmitt - France